# Esteban Alvarado Brown
Esteban Alvarado Brown, genannt Esteban, (* 28. Oktober 1989 in Siquirres) ist ein Fußballtorhüter aus Costa Rica.

## Vereinskarriere
In seiner Jugend spielte Esteban in den Jugendmannschaften des costa-ricanischen Rekordmeister CD Saprissa. Im Januar 2009 schaffte er den Sprung in den Profikader. Sein Debüt gab er in der Saison 2009/10 am 15. Spieltag der Primera División beim 3:1-Heimsieg gegen AD Municipal Liberia.
Seit der Saison 2010/11 spielt er beim niederländischen Club AZ Alkmaar, wo er in der Saison 2011/12 Stammtorhüter wurde.
Am 21. Dezember 2011 geriet er in den Fokus der Weltöffentlichkeit, als er im Achtelfinalspiel des niederländischen Pokalwettbewerbs bei Ajax Amsterdam als Torwart des AZ Alkmaar in der 36. Spielminute von einem auf den Platz gelaufenen angetrunkenen Randalierer aus den Reihen der Ajax-Anhänger tätlich angegriffen wurde. Der 19-jährige Angreifer war mit gestrecktem Bein und einer Ausholbewegung mit dem Arm auf Brown zugesprungen und traf Brown am Bein. Es gelang Brown jedoch, den Angriff insgesamt abzuwehren, wodurch der Angreifer zu Boden fiel. Anschließend trat Brown zweimal mit dem Fuß gegen das Bein des auf dem Boden liegenden Mannes, bevor herbeigeeilte Ordner den Mann unter ihre Kontrolle brachten. Brown wurde vom Schiedsrichter für seine Aktion mit der roten Karte vom Platz gestellt. Nach erfolglosen Protesten seiner Mannschaft entschied der Trainer des AZ Alkmaar, Gertjan Verbeek, Spieler und Betreuer seines Teams vom Platz zu rufen, sie verließen den Innenraum des Stadions. Der Schiedsrichter brach daraufhin das Spiel ab. Nach dem Abbruch kam es zu Straßenschlachten in Amsterdam zwischen Hooligans und der Polizei.
Der Platzverweis wurde einen Tag nach dem Vorfall vom niederländischen Verband aufgehoben, da Esteban hinterrücks überfallen worden sei und den Angreifer nicht habe sehen können.
Zur Saison 2015/16 wechselte Esteban zum türkischen Erstligisten Trabzonspor. Hier unterschrieb er erst einen Zweijahresvertrag und kam während dieser Zeit als Ersatz für Onur Kıvrak zum Einsatz. Im Sommer 2017 verlängerte er seinen Vertrag um weitere zwei Jahre. Ende Dezember 2018 löste er nach gegenseitigem Einvernehmen mit der Vereinsführung seinen Vertrag vorzeitig auf und verließ nach dreieinhalb Jahren den Schwarzmeer-Klub.

## Nationalmannschaftskarriere
Esteban wurde im Alter von siebzehn Jahren für die U-20-Fußball-Weltmeisterschaft 2007 in Kanada nominiert. Dort bestritt er jedoch als Ersatztorhüter kein einziges Spiel. Zwei Jahre später fuhr er als Stammtorhüter zur U-20-Fußball-Weltmeisterschaft 2009 nach Ägypten. Als viertbester Drittplatzierter schaffte die Mannschaft gerade noch den Sprung in die Endrunde. Dort erreichte sie jedoch durch Siege gegen Gastgeber Ägypten und die Vereinigten Arabischen Emirate das Halbfinale. Dort scheiterte man knapp mit 0:1 an Brasilien. Auch das Spiel um Platz 3 verlor die Mannschaft knapp mit 1:3 nach Elfmeterschießen gegen Ungarn. Esteban stand in allen sieben Spielen im Tor der Mannschaft und blieb zweimal ohne Gegentreffer.
Am 27. März 2010 debütierte er in der A-Nationalmannschaft im Freundschaftsspiel gegen China. Am 13. September 2012 trat er nach einem Streit mit Costa Ricas damaligen Nationaltrainer Jorge Luis Pinto aus dem Nationalteam zurück.